# ماكروسونيكس
ماكروسونيكس هو استخدام موجات صوتية عالية السعة للتطبيقات الصناعية، وتشمل التطبيقات: ضغط الغاز وتنظيف الأسطح ولحام البلاستيك والمعدن وتشكيل المعادن والآلات والمعالجة الكيميائية.